# Хейгин, Кеннет
Ке́ннет Э́рвин Хе́йгин (англ. Kenneth Erwin Hagin; 20 августа 1917 — 19 сентября 2003) — американский харизматический проповедник. Часто его называют отцом движения «Слово веры» (и, косвенно, евангелия преуспевания) или, как его часто называют в США, «Движения веры».
Кеннет Хейгин не получил формального теологического образования, но, несмотря на это, получил степень доктора теологии в университете Орала Робертса в 1970 году.

## Биография
Кеннет Хейгин родился в городе Мак-Кинни, штат Техас. Сын Лилии Виолы Дрейк Хейгин и Джеса Хейгина. Был женат на Орете Рукер. Супружеская пара имела двух детей, сына Кеннета Вэйн Хейгина, на данный момент являющийся пастором Библейской Церкви РЕМА и президентом организации Kenneth Hagin Ministries, и дочь Патрицию Харрисон, являющуюся владельцем издательского дома Harrison House, расположенного в г. Талса, штат Оклахома.
В детстве тяжело болел из-за врожденного дефекта сердца и лейкемии. По словам Хейгина, в 1933 году его посетил Иисус Христос и исцелил от болезни. В 1937 году, пережив крещение Святым Духом, Хейгин перешел из баптизма в пятидесятничество, став служителем ассоциации «Ассамблеи Бога». После Второй мировой войны Хейгин участвовал в различных «служениях исцеления». В 1949 году начал самостоятельную деятельность как толкователь Библии. В 1961 году организовал миссию «Мировой евангелизм» (World Evangelism), в 1974 году вместе с сыном Кеннетом Хейгином-младшим — библейскую школу «Рэма» (Rhema Bible Training Center) в штате Оклахома, г. Брокен-Эрроу, в конце 1970-х — Конвенцию церквей веры (Convention for Faith churches).
В последние годы своей жизни Кеннет Хейгин увидел значительные перекосы и перегибы, которые допустили в своих служениях некоторые его ученики и последователи «Движения веры», такие как: Кеннет Коупленд, Джерри Савелл, Джесси Дюплантис, Крефло Доллар, Мак Хаммонд, Лерой Томпсон и многие другие.
Хейгин примерно в конце 1999 — начале 2000 г. созвал всех их на особое собрание в Талсе, Охлахома. Одним из тех кто категорически отказался прийти на встречу был Лерой Томпсон. На этом собрании Хейгин подверг всех их критике за идолослужение богатству и дискредитации библейского взгляда на преуспевание. В качестве подарка Хейгин презентовал им свою книгу «Прикосновение царя Мидаса», в которой он отразил как учение о преуспевании как впрочем и любую библейскую истину можно довести до крайности. В предисловии к книге Хейгин написал:

«За свои 65 лет, проведенные в служении, мне часто приходилось учить верующих о преуспевании. При этом я настоятельно придерживался взвешенного библейского подхода. Мне доводилось встречаться с различными учениями и методами, одни из которых пошли на пользу Телу Христа, другие принесли вред. Я знаю нескольких верных мужей Божьих, которые точно придерживались истины Божьего Слова и Святого Духа и поэтому стали благословением для многих верующих. К сожалению, мне довелось видеть и тех, кто впал в экстремизм и в результате потерпел крах в служении и вверг своих последователей в глубокое разочарование.
Опыт привел меня к заключению, что практически каждая библейская истина имеет две обочины заблуждения. Церковь далеко не всегда была „хорошим водителем“ и с большим трудом держалась посередине дороги. Куда бы вы ни пошли по дорогам библейских истин, всюду вы увидите людей, сбившихся на одну из обочин.
На протяжении всей своей истории Церкви известны случаи, когда все фундаментальные библейские истины (включая учения о крещении, воскресении, Троице, дарах служений, исцелении, вере) доводились до крайности. Учение о деньгах и преуспевании не является исключением. Есть люди, которые стоят на противоположных обочинах библейской истины: одни полагают, что Иисус жил в нищете, что деньги есть зло, а библейское преуспевание не имеет отношения к деньгам; другие проповедуют, что достижение богатства является основной целью хождения в вере, что Бог заботится прежде всего о нашем материальном благополучии, а деньги есть мерило духовности. Где же истина? Она находится вдалеке от обеих обочин, на высоком пути.
В наше время богатства и изобилия многие ответственные христианские лидеры озабочены возрастающим смущением, заблуждениями и экстремизмом в вопросе о преуспевании. Я чувствую настоятельную необходимость открыто сказать Церкви о деньгах и даянии. В этой книге я пытаюсь внести ясность и понимание для тех, кто искренне старается найти истину в вопросе библейского преуспевания.
Я подозреваю, что огромное число людей — христиан и нехристиан, — подобно мифическому царю Мидасу, поняли, что за деньги нельзя купить счастье, а преуспевание, лишенное вечных целей, ведет к разочарованию и неудовлетворенности.
Я хочу поделиться с вами истиной, обретенной мной в результате внимательного изучения Божьего Слова и слушания голоса Святого Духа. Я молюсь, чтобы эта книга помогла вам найти взвешенное, практическое и ясное библейское понимание учения о преуспевании и помогла вам поддерживать равновесие в вашей христианской жизни.»

Те из проповедников «процветания», не внявшие его предупреждениям и не изменившие своих крайних, порой даже экстремистских взглядов на библейское преуспевание, позже столкнулись с серьёзными проблемами, вызванными критикой в СМИ и последующем за ней негативном общественном мнении и расследованиями комитета сената. Об этом поведал также и бывший партнер в служении Кеннета Коупленда — Рич Вермиллион.
Кеннет Хейгин — автор множества книг, среди них: «Я верю в видения»; «Как быть ведомым Духом Божьим»; «Основы духовного роста»; «Исцеление в Библии»; «Победоносная церковь»; «Власть верующего»; «Прикосновение царя Мидаса».
Хейгин умер в сентябре 2003 года. Учениками  К. Хейгина считали себя такие выдающиеся телепроповедники как Кеннет и Глория Коупленд, Дж. Майер и др.

## Издания на русском языке
На русском языке издан целый ряд трудов Кеннета Хейгина в печатном и аудио-варианте:
- Кеннет Е.Хейгин. Книга «Дары Духа Святого» - ISBN 978-5-8445-0179-1 Год издания: 2010 Издательство: Христианская Миссия;
- Кеннет Е.Хейгин. Книга «Познавая помазание» - ISBN 978-5-8445-0075-6 Год издания: 2019 Издательство: Библейский Взгляд;
- Кеннет Е.Хейгин. Книга «Искусство молитвы» - ISBN 978-5-8445-0183-8, 0-89276-518-6 Год издания: 2009 Издательство: Христианская Миссия;
- Кеннет Е.Хейгин. Книга «Победоносная церковь» - ISBN 978-5-8445-0170-8 Год издания: 2007;

Власть верующего (англ.: 1983)
Основы духовного роста (1991)
Любовь - путь к победе (1999)
и целый ряд других.